# Intentional grounding
Intentional grounding, celowy rzut piłką w ziemię – pojęcie w futbolu amerykańskim określające sytuację, w której podanie do przodu wykonuje się celowo tak, że piłka leci (i upada) z dala od zawodnika odbierającego.
Tego typu zagranie podający stosują niekiedy w momentach zagrożenie szarżą lub gdy odbierający są dobrze pokryci przez zawodników drużyny przeciwnej i podanie może zakończyć się przechwyceniem. Celowy rzut piłką w ziemię jest przewinieniem, za które sędziowie wymierzają drużynie atakującej karę.